# Palacio de Ayete

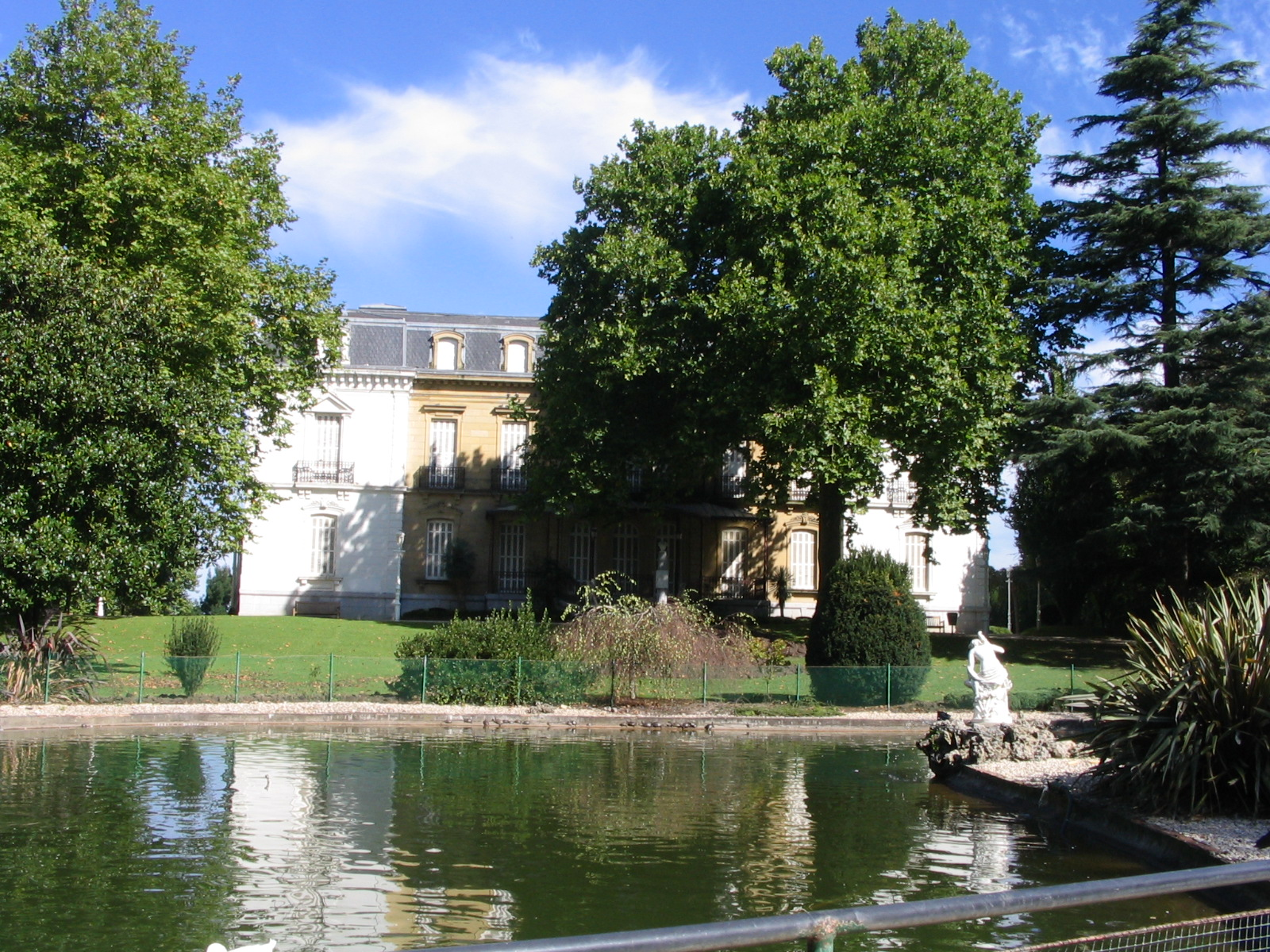
Palacio y jardines de Ayete.

El Palacio de Ayete (en euskera Aieteko jauregia) es un palacio de carácter residencial, ubicado en el barrio del mismo nombre de la ciudad guipuzcoana de San Sebastián en el  País Vasco, España. El 17 de octubre de 2011 se celebró en el palacio la Conferencia Internacional de Paz de San Sebastián.
El Gobierno Vasco califica de Bien Cultural con la categoría de Conjunto Monumental el conjunto formado por el palacio de Ayete y sus jardines.

## El edificio
De inspiración neoclásica, fue construido por los duques de Bailén en 1878 y fue proyectado por el arquitecto francés Adolfo Ombrecht.
El Ayuntamiento de San Sebastián ha rehabilitado el interior del palacio y hoy en día alberga la Casa de la Paz y los Derechos Humanos y también ha modificado los jardines de la zona norte para edificar la Casa de Cultura, semienterrada.

## Los jardines
Con una extensión de 74.000 m², fueron diseñados por el jardinero real Pierre Ducasse. Nacido en Bayona, educado en La Réole y formado en Versalles como arquitecto de jardines.

"...El estilo del jardín que Ducasse plantea en Ayete es una vuelta a la naturaleza, un gusto por el estilo pintoresco con elementos de carácter rústico, es decir, por un jardín paisajista. Así, ofrece un trazado irregular y adaptado al terreno con senderos en curva, estanques sinuosos, palomares, cuevas, puentes, etc. Aprovecha el arbolado existente y añade nuevos ejemplares y plantas exóticas. La masa vegetal crea espacios en fuga y perspectivas que acentúan las sorpresas, y a la vez rompe este bosque creando una gran pradera libre que se abre hacia la visión del mar, que sirve de realce y de propaganda del propio palacio..."
San Sebastián en el siglo XIX, los jardines de Pierre Ducasse

## Historia

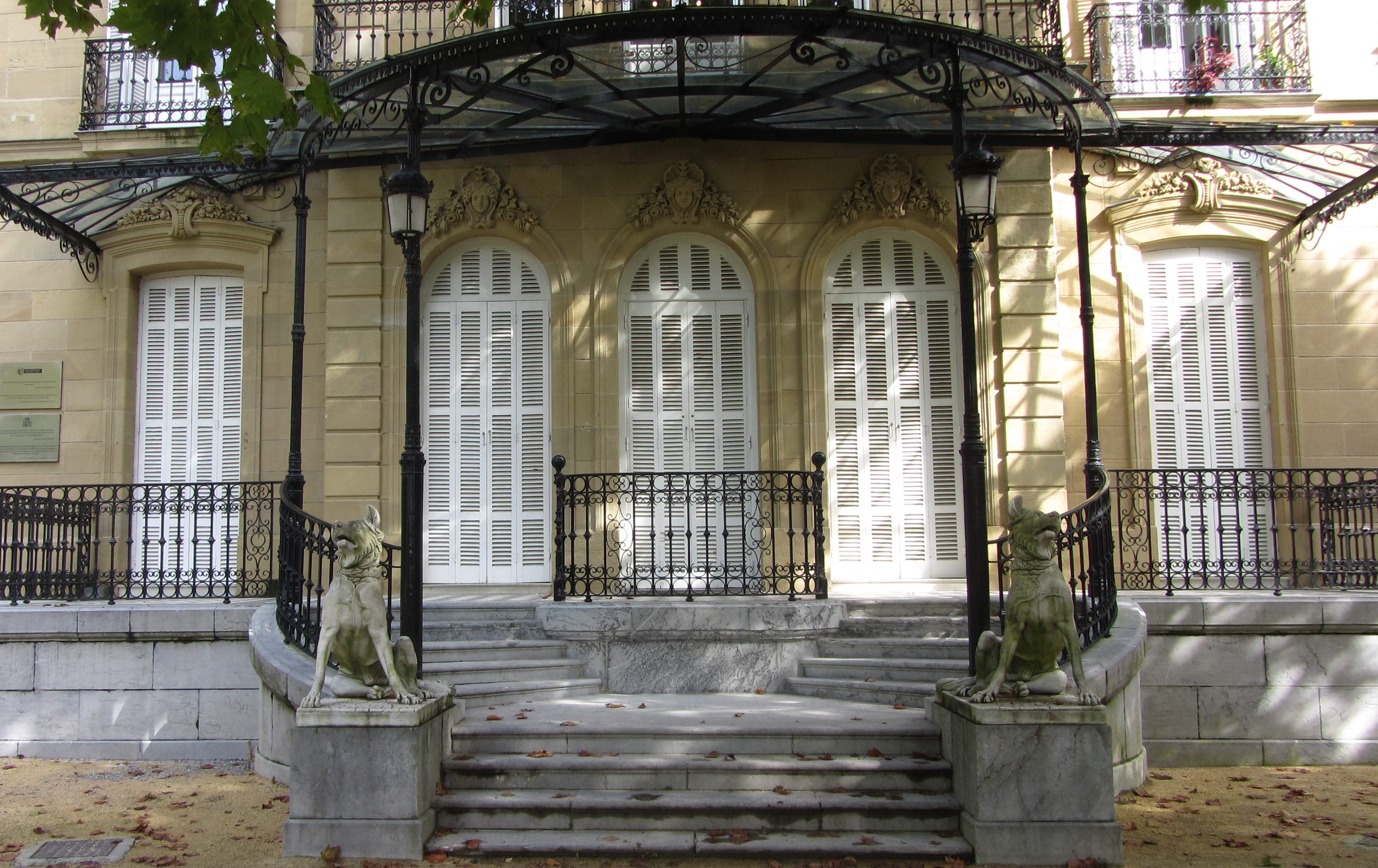
Escalinata posterior del palacio.

Hasta la construcción del palacio de Miramar en 1893, fue residencia de los reyes de España Isabel II, Alfonso XII, María Cristina y Alfonso XIII. El 27 de marzo de 1889 se alojó la reina del Reino Unido, Alejandra Victoria.
El Palacio perteneció a la familia Basa como fruto de la dote por el matrimonio Travesedo, de donde se mudaron en 1939 por la guerra civil, de aquí se mudaron al barrio de Ondarreta en San Sebastián, a la villa Itxas-ertz, anteriormente llamada villa Emilia, antes de 1935
El franquismo mantendrá a San Sebastián el papel de ciudad veraneante. Franco residirá el mes de agosto desde 1940 hasta 1975 en este palacio, adquirido por el Ayuntamiento y ofrecido al Jefe del Estado. Durante este período se celebran en dicho lugar los Consejos de Ministros.
De aquí partió el dictador para su célebre encuentro en Hendaya con Adolf Hitler, y en sus salones fue donde determinó el viraje hacia la política estadounidense.
El 17 de octubre del 2011, se celebró en el palacio la Conferencia Internacional de Paz de San Sebastián a la que acudieron, entre otras, personas de la política internacional como Kofi Annan, Bertie Ahern, Gro Harlem Brundtland, Pierre Joxe, Gerry Adams y Jonathan Powell, o los partidos políticos del País Vasco, PNV, PSE, Eusko Alkartasuna, además de sindicatos: ELA, LAB, UGT y CCOO y representantes de algunos partidos franceses mayoritarios: Union pour un mouvement populaire, Parti socialiste o Mouvement démocrate.

## Propiedad
Concebido como residencia de verano, nueve años después el Consistorio intentó comprarlo para ofrecérselo a la reina regente María Cristina para el mismo fin. En 1940 los herederos de Emilio Alcalá Galiano venden el palacio al Ayuntamiento de San Sebastián.